# 果樹研究所

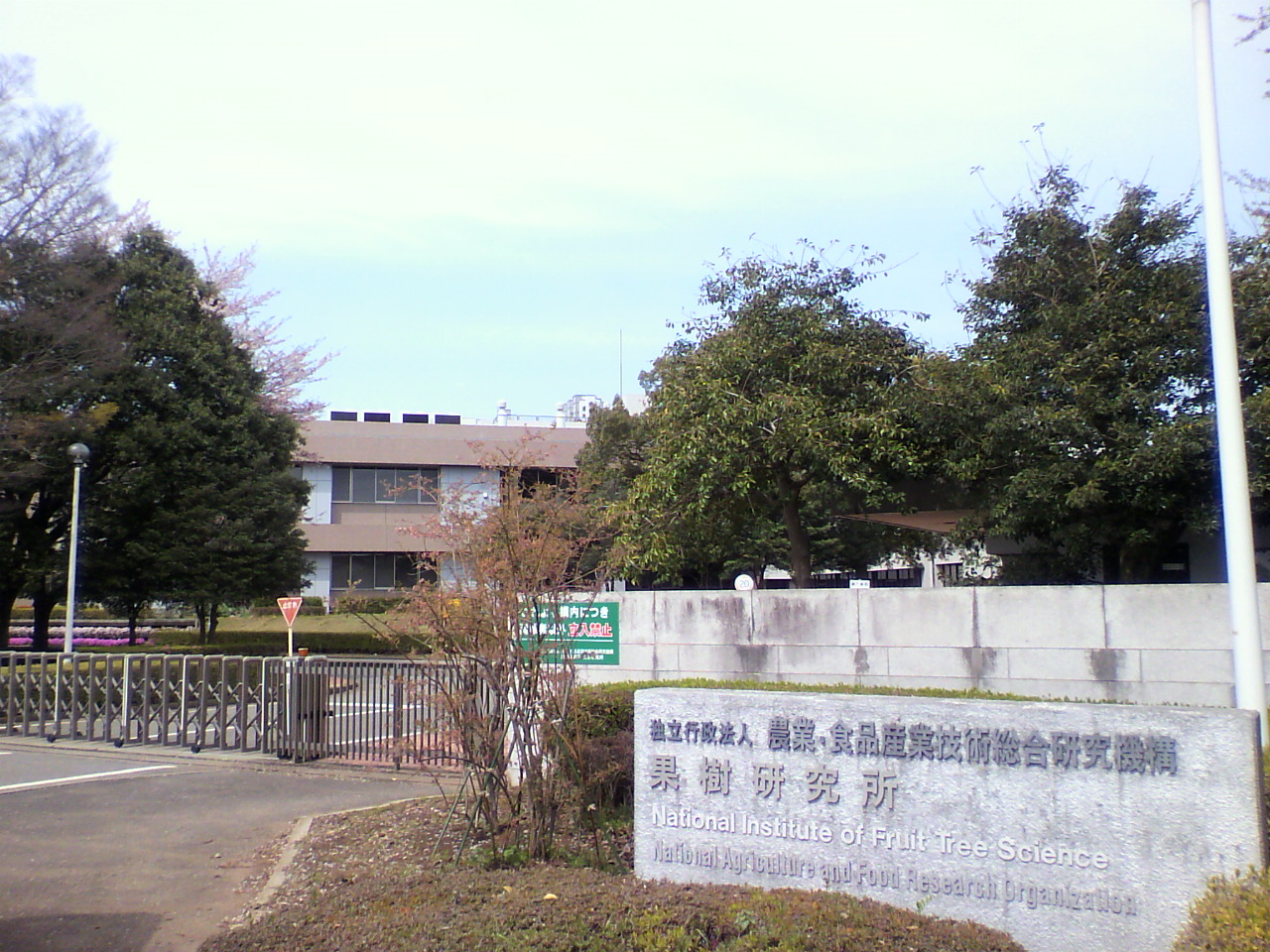
果樹研究所（本所）

果樹研究所（かじゅけんきゅうじょ）は、茨城県つくば市藤本にある農業・食品産業技術総合研究機構（農研機構）の研究所。
英語表記は National Institute of Fruit Tree Science (NIFTS)。
農事試験場、園芸試験場時代を合わせると100年以上の歴史を持つ。
同じ農研機構野菜茶業研究所の茶業研究領域と統合・再編され、2016年4月1日より現在「農研機構 果樹茶業研究部門」となった。

## 概要
- 所在 : 茨城県つくば市藤本2-1
- 所長 : 松田長生（2014年4月1日 - ）

## 組織
- 研究拠点
  - つくば本所（茨城県つくば市）
  - 興津カンキツ研究拠点（静岡県静岡市清水区興津中町）
  - 口之津カンキツ研究試験地（長崎県南島原市口之津町乙）
  - 安芸津ブドウ・カキ研究拠点（広島県東広島市安芸津町三津）
  - 盛岡リンゴ研究拠点（岩手県盛岡市下厨川字鍋屋敷）
- 構成
所長
企画管理部（本所）
研究管理監（本所、盛岡、興津、安芸津）
カンキツ調整監（口之津）
ナシ・クリ・核果類研究チーム（本所）
主にナシ、クリ、核果類（モモ、ウメなど種の大きい果物）の研究
ブドウ・カキ研究チーム（安芸津）
主にブドウとカキの研究
カンキツ研究チーム（口之津）
主にカンキツ類の新品種の開発
リンゴ研究チーム（盛岡）
主にリンゴの新品種育成、栽培・生理の研究
果樹害虫研究チーム（本所、安芸津、口之津）
主に果樹害虫の防除技術などの研究
果樹病害研究チーム（本所、盛岡、安芸津、口之津）
主に果樹病害の診断技術と防除技術などの研究
果樹温暖化研究チーム（本所）
主に地球温暖化における果樹栽培への影響の解明
カンキツグリーニング病研究チーム（本所、口之津）
カンキツグリーニング病の被害拡大阻止
果樹ゲノム研究チーム（本所、興津）
主にカンキツやナシ等バラ科果樹における遺伝解析研究
健康機能性研究チーム（興津、本所）
果樹の機能性成分の解明や遺伝資源などの研究。
果実鮮度保持研究チーム（本所、興津）
果実の鮮度保持技術の研究
省農薬リンゴ研究チーム果樹サブチーム（盛岡）
リンゴ栽培における農薬使用量の半減を目指した研究
研究支援センター
各研究拠点における圃場管理等の業務、遺伝資源の管理

## 歴代所長[1]
| 代                                                      | 氏名       | 就任日          | 退任日           | 備考                           |
| 農事試験場                                              | 農事試験場 | 農事試験場      | 農事試験場       | 農事試験場                     |
| ------------------------------------------------------- | ---------- | --------------- | ---------------- | ------------------------------ |
| 1                                                       | 恩田鐵彌   | 明治35年7月6日  | 大正10年4月13日  | 農商務農事試験場技師           |
| 園芸試験場                                              |            |                 |                  |                                |
| 1                                                       | 恩田鐵彌   | 大正10年4月14日 | 大正12年1月27日  | 園芸学会会長、東京農業大学教授 |
| 2                                                       | 熊谷八十三 | 大正12年1月27日 | 大正13年12月1日  |                                |
| 3                                                       | 安藤廣太郎 | 大正14年3月31日 | 昭和16年1月28日  |                                |
| 4                                                       | 浅見輿七   | 昭和16年1月28日 | 昭和25年4月27日  |                                |
| 農業技術研究所園芸部                                    |            |                 |                  |                                |
| 1                                                       | 浅見輿七   | 昭和25年4月28日 | 昭和26年8月1日   |                                |
| 2                                                       | 梶浦實     | 昭和26年8月1日  | 昭和36年11月30日 |                                |
| 園芸試験場                                              |            |                 |                  |                                |
| 5                                                       | 梶浦實     | 昭和36年12月1日 | 昭和41年2月1日   |                                |
| 6                                                       | 清水茂     | 昭和41年2月1日  | 昭和43年3月1日   |                                |
| 7                                                       | 森英男     | 昭和43年3月1日  | 昭和45年4月1日   |                                |
| 8                                                       | 佐藤公一   | 昭和45年4月1日  | 昭和47年12月31日 |                                |
| 果樹試験場                                              |            |                 |                  |                                |
| 1                                                       | 佐藤公一   | 昭和48年1月1日  | 昭和49年5月1日   |                                |
| 2                                                       | 千野和長   | 昭和49年5月1日  | 昭和53年12月1日  |                                |
| 3                                                       | 巣山太郎   | 昭和53年12月1日 | 昭和59年12月1日  |                                |
| 4                                                       | 山口昭     | 昭和59年12月1日 | 昭和61年10月1日  |                                |
| 5                                                       | 西山保直   | 昭和61年10月1日 | 昭和63年6月1日   |                                |
| 6                                                       | 梅谷献二   | 昭和63年6月1日  | 平成2年10月1日   |                                |
| 7                                                       | 小崎格     | 平成2年10月1日  | 平成4年10月1日   |                                |
| 8                                                       | 上野勇     | 平成4年10月1日  | 平成6年10月1日   |                                |
| 9                                                       | 柳瀬春夫   | 平成6年10月1日  | 平成8年10月1日   |                                |
| 10                                                      | 間苧谷徹   | 平成8年10月1日  | 平成12年10月1日  |                                |
| 11                                                      | 梶浦一郎   | 平成12年4月1日  | 平成13年3月31日  |                                |
| 独立行政法人農業技術研究機構 果樹研究所                 |            |                 |                  |                                |
| 1                                                       | 梶浦一郎   | 平成13年4月1日  |                  |                                |
| 2                                                       |            |                 |                  |                                |
| 独立行政法人農業・生物系特定産業技術研究機構 果樹研究所 |            |                 |                  |                                |
|                                                         |            |                 |                  |                                |
| 農業・食品産業技術総合研究機構 果樹茶業研究部門         |            |                 |                  |                                |
|                                                         |            |                 |                  |                                |

## 育成した品種
ナシの豊水、幸水、リンゴのふじ、モモのあかつきなどを育成した。近年では、クリのぽろたん、ブドウのシャインマスカット、ナシのあきづき、秋麗、カキの太秋（たいしゅう）などを育成している。

## 沿革
- 1902年（明治35年）農商務省農事試験場園芸部が静岡県庵原郡興津町（現在の静岡市清水区）に創られた。
- 1921年（大正10年）農林省園芸試験場として独立
- 1947年（昭和22年）神奈川県中郡大野町（現在の平塚市）
- 1973年（昭和48年）そ菜・花き部門（野菜試験場）が分離されて別組織に、果樹試験場となる。
- 1977年（昭和52年）筑波研究学園都市（茨城県筑波郡谷田部町、現在のつくば市）に移転
- 2001年（平成13年）独立行政法人農業技術研究機構の組織となる。
- 2003年（平成15年) 独立行政法人農業技術研究機構と生物系特定産業技術研究推進機構とが統合され、農業・生物系特定産業技術研究機構となる。
- 2006年（平成18年）農業・生物系特定産業技術研究機構と食品総合研究所・農業工学研究所および農業者大学校が統合し、新たに独立行政法人農業・食品産業技術総合研究機構となる。
- 2016年（平成28年）農研機構 果樹茶業研究部門となる。

## ワシントンの桜
アメリカ合衆国の首都ワシントンD.C.のポトマック河畔には桜並木があるのは有名だが、この桜は明治の終わりに、当時の東京市長「尾崎行雄」が送った。その送られた桜の苗木の育成を担当したのが、当時の農商務省農事試験場園芸部（現在のカンキツ研究興津拠点）である。このワシントンの桜と兄弟の桜が興津拠点に植栽されており、薄寒桜と呼ばれて親しまれている。桜が満開になる2月には研究拠点の一般公開が行われ、これにあわせて地元興津商工会による「興津宿寒ざくらまつり」、またJR東海による「さわやかウォーキング」が行われることから、毎年5000人近い大勢の見学者が訪れる。